# Shonda Rhimes
Shonda Lynn Rhimes (Chicago, 13 de janeiro de 1970) mais conhecida como Shonda Rhimes, é uma roteirista, cineasta e produtora de televisão norte-americana e criadora da produtora Shondaland.
Rhimes foi responsável pelo roteiro de diversos filmes, entre eles Introducing Dorothy Dandridge, Crossroads e The Princess Diaries 2: Royal Engagement. A primeira produção de Shonda para a televisão foi Grey's Anatomy (2005-presente), em 2005. Entre os vários prêmios que a produção levou, está o Globo de Ouro de melhor série dramática (2007). Criou também as séries de televisão Private Practice (2007–2013) e Scandal (2012–2018) e produz os seriados How to Get Away with Murder (2014–2020) , The Catch (2016-2017) e Station 19 (2018–presente).

## Início da vida
Crescendo com sua mãe (professora), pai (administrador da universidade) e cinco irmãos em Park Forest South, Illinois, Shonda Rhimes exibiu uma afinidade cedo para contar histórias e o seu trabalho como voluntária em um hospital durante a Universidade despertou interesse em ambientes hospitalares.
Rhimes participou do Marian Catholic High School, Dartmouth College e ganhou um diploma de bacharel.  Em Dartmouth, ela dividiu seu tempo entre dirigir e atuar em peças teatrais estudantis e ficção. Após a faculdade, ela se mudou para São Francisco com um irmão mais velho e arranjou um emprego em publicidade para pagar as contas. Mas seu desejo de criar superou sua necessidade de estabilidade financeira, e ela dirigiu-se para Los Angeles para estudar na USC School of Cinematic Arts.

## Carreira
Após a formatura, ela trabalhou em uma variedade de trabalhos, inclusive como administradora do escritório, e depois como conselheira de um centro de trabalho. Durante este período, Rhimes também trabalhou como diretora de pesquisa em 1995. Fez sua estreia como diretora em 1998 no curta-metragem Blossoms and Veils, estrelado por Jada Pinkett-Smith e Jeffrey Wright.
Em 1999, Rhimes escreveu o roteiro do filme Introducing Dorothy Dandridge para HBO. Mudou-se para a Disney, onde produziu o filme de 2001, O Diário da Princesa. Escreveu a comédia dramática Crossroads em 2002 - a estreia no cinema da cantora pop Britney Spears. Embora, o filme de 2004, The Princess Diaries 2: Royal Engagement não rendeu na bilheteria como seu antecessor, Rhimes disse mais tarde que a experiência para ela foi ter a oportunidade de trabalhar com sua estrela, Julie Andrews.
Por passar muito tempo em casa, Rhimes se viu viciada em programas como o drama da The WB Television Network, Buffy the Vampire Slayer (1997-2003) e The Sopranos, da HBO, bem como a série de documentários médicos no Discovery Channel. Rhimes decidiu tentar criar uma série de televisão, escreveu o piloto de Grey's Anatomy no final de 2003, e recebeu a luz verde para começar com o projeto em 2004. 

### Grey's Anatomy
Rhimes é a criadora e produtora executiva de Grey's Anatomy. A série da ABC estreou em 25 de março de 2005. O espetáculo mostra a rotina e a vida pessoal de Meredith Grey (Ellen Pompeo) e de seus colegas em um hospital de Seattle, o Grey Sloan Memorial Hospital .

### Private Practice
Shonda Rhimes é a roteirista e produtora executiva de Private Practice, spin-off de Grey's Anatomy. A série estreou em 26 de setembro de 2007 na ABC. O espetáculo narra a vida da Dra. Addison Montgomery (Kate Walsh) quando ela deixa o Seattle Grace Hospital e se muda para Los Angeles para participar de uma clínica privada.

### Scandal
Em maio de 2011, a ABC aprovou o piloto escrito por Rhimes da série intitulada Scandal. Conta a história de Olivia Pope (Kerry Washington), ex-consultora da Casa Branca que cuida da imagem do presidente.

### How to get Away with Murder
Estreado em Setembro de 2014, a série é sucesso de público e crítica e tem como produtora executiva Shonda Rhimes. A protagonista, Viola Davis, recebeu inúmeras indicações de premiação pela sua atuação na série.

### Outros projetos
Rhimes criou um novo piloto para a ABC em 2010, intitulado Inside the Box, um drama de elenco feminino centrado em um conjunto de departamento de notícias em Washington. É centrado em Catherine, uma ambiciosa produtora de notícias e seus colegas.
É a produtora executiva das séries: Off the Map (2011), How to Get Away with Murder (2014–presente) e The Catch (2016–2017). Em 2015, lançou um livro de memórias chamado Year of Yes. Na obra ela comenta vários aspectos de suas produções.

## Acordo com a Netflix
Em 14 de agosto de 2017, a Netflix anunciou que havia fechado um contrato exclusivo de desenvolvimento de vários anos com a Rhimes, segundo o qual todas as suas futuras produções serão da série Original Netflix. O serviço já havia adquirido direitos de streaming dos EUA para episódios anteriores de Grey's Anatomy e Scandal. O diretor de conteúdo Ted Sarandos descreveu Rhimes como sendo uma "verdadeira Netflixer no coração", já que "ela ama a TV e os filmes, ela se preocupa apaixonadamente com seu trabalho, e entrega para o público".
O acordo foi considerado uma estratégia da Netflix devido à proeminência de Rhimes na ABC; também foi considerado um contraponto ao esforço da Disney, empresa controladora da ABC, de reduzir a disponibilidade de seu conteúdo na Netflix em favor de um serviço de streaming por assinatura planejado.
Em junho de 2018, a Netflix anunciou que um de seus primeiros projetos sob o acordo será uma adaptação da história da revista New York, How Anna Delvey Tricked New York Party People intitulada Inventing Anna, originalmente escrito por Jessica Pressler baseado na história da vida real da polêmica fraude sociedade Anna Delvey. Em dezembro de 2020 foi lançada a primeira série produzida por Shonda para Netflix, Bridgerton.

## Shondaland
Shondaland é uma produtora de televisão americana fundada pela escritora/produtora de televisão Shonda Rhimes. Ela fundou a companhia para a sua primeira série de televisão, Grey's Anatomy em 2005.

## Filmografia
| Ano           | Título                                   | Criadora | Diretora | Roteirista | Produtora |
| ------------- | ---------------------------------------- | -------- | -------- | ---------- | --------- |
| 1995          | Hank Aaron: Chasing the Dream            | Não      | Não      | Não        | Não       |
| 1998          | Blossoms and Veils                       | Não      | Sim      | Sim        | Não       |
| 1999          | Introducing Dorothy Dandridge            | Não      | Não      | Sim        | Não       |
| 2002          | Crossroads                               | Não      | Não      | Sim        | Não       |
| 2004          | The Princess Diaries 2: Royal Engagement | Não      | Não      | Sim        | Não       |
| 2005–presente | Grey's Anatomy                           | Sim      | Não      | Sim        | Sim       |
| 2007–2013     | Private Practice                         | Sim      | Não      | Sim        | Sim       |
| 2009          | Inside the Box                           | Não      | Não      | Não        | Sim       |
| 2009          | Seattle Grace: On Call                   | Sim      | Não      | Não        | Sim       |
| 2009          | Seattle Grace: Message of Hope           | Sim      | Não      | Não        | Sim       |
| 2011          | Off the Map                              | Não      | Não      | Não        | Sim       |
| 2012          | Gilded Lilys                             | Não      | Não      | Não        | Sim       |
| 2012–2018     | Scandal                                  | Sim      | Não      | Sim        | Sim       |
| 2014–2020     | How to Get Away with Murder              | Não      | Não      | Não        | Sim       |
| 2016–2017     | The Catch                                | Não      | Não      | Não        | Sim       |
| 2017          | Still Star-Crossed                       | Não      | Não      | Não        | Sim       |
| 2018–2019     | For the People                           | Não      | Não      | Não        | Sim       |
| 2018–2024     | Station 19                               | Não      | Não      | Não        | Sim       |
| 2020–presente | Bridgerton                               | Não      | Não      | Não        | Sim       |
| 2022          | Inventing Anna                           | Sim      | Não      | Sim        | Sim       |
| 2023          | Queen Charlotte: A Bridgerton Story      | Sim      | Não      | Sim        | Sim       |
| 2025          | The Residence                            | Não      | Não      | Não        | Sim       |

## Prêmios e indicações

### Banff World Media Festival|Banff Television Festival
| Ano  | Categoria              | Trabalho       | Resultado | Ref.   |
| ---- | ---------------------- | -------------- | --------- | ------ |
| 2011 | Best Continuing Series | Grey's Anatomy | Indicado  | [ 12 ] |

### Black Reel Award
| Ano  | Categoria                            | Trabalho                                 | Resultado | Ref.   |
| ---- | ------------------------------------ | ---------------------------------------- | --------- | ------ |
| 2005 | Best Screenplay, Adapted or Original | The Princess Diaries 2: Royal Engagement | Indicado  | [ 12 ] |

### Directors Guild of America Award
| Ano  | Categoria           | Trabalho      | Resultado | Ref.   |
| ---- | ------------------- | ------------- | --------- | ------ |
| 2014 | DGA Diversity Award | Shonda Rhimes | Venceu    | [ 12 ] |

### Emmy Internacional
| Ano  | Categoria                         | Trabalho      | Resultado | Ref.   |
| ---- | --------------------------------- | ------------- | --------- | ------ |
| 2016 | International Emmy Founders Award | Shonda Rhimes | Venceu    | [ 13 ] |

### GLAAD Media Awards
| Ano  | Categoria         | Trabalho      | Resultado | Ref.   |
| ---- | ----------------- | ------------- | --------- | ------ |
| 2012 | Golden Gate Award | Shonda Rhimes | Venceu    | [ 12 ] |

### Primetime Emmy Award
| Ano  | Categoria                | Trabalho       | Resultado | Ref.   |
| ---- | ------------------------ | -------------- | --------- | ------ |
| 2006 | Outstanding Drama Series | Grey's Anatomy | Indicado  | [ 12 ] |
| 2007 | Outstanding Drama Series | Grey's Anatomy | Indicado  | [ 12 ] |

### NAACP Image Award
| Ano  | Categoria                | Trabalho       | Resultado | Ref.   |
| ---- | ------------------------ | -------------- | --------- | ------ |
| 2006 | Outstanding Drama Series | Grey's Anatomy | Venceu    | [ 12 ] |
| 2007 | Outstanding Drama Series | Grey's Anatomy | Venceu    | [ 12 ] |
| 2008 | Outstanding Drama Series | Grey's Anatomy | Venceu    | [ 12 ] |
| 2009 | Outstanding Drama Series | Grey's Anatomy | Venceu    | [ 12 ] |
| 2010 | Outstanding Drama Series | Grey's Anatomy | Indicado  | [ 12 ] |
| 2011 | Outstanding Drama Series | Grey's Anatomy | Venceu    | [ 12 ] |
| 2013 | Outstanding Drama Series | Grey's Anatomy | Indicado  | [ 12 ] |
| 2013 | Outstanding Drama Series | Scandal        | Indicado  | [ 12 ] |
| 2015 | Entertainer of the Year  | Shonda Rhimes  | Indicado  | [ 12 ] |
| 2016 | Entertainer of the Year  | Shonda Rhimes  | Indicado  | [ 12 ] |

### Producers Guild of America Awards
| Ano  | Categoria                 | Trabalho       | Resultado | Ref.   |
| ---- | ------------------------- | -------------- | --------- | ------ |
| 2005 | Television Series - Drama | Grey's Anatomy | Indicado  | [ 12 ] |
| 2006 | Television Series - Drama | Grey's Anatomy | Venceu    | [ 12 ] |
| 2007 | Television Series - Drama | Grey's Anatomy | Indicado  | [ 12 ] |

### Writers Guild of America Award
| Ano  | Categoria                               | Trabalho       | Resultado | Ref.   |
| ---- | --------------------------------------- | -------------- | --------- | ------ |
| 2005 | New Series                              | Grey's Anatomy | Venceu    | [ 12 ] |
| 2005 | Dramatic Series                         | Grey's Anatomy | Indicado  | [ 12 ] |
| 2006 | Dramatic Series                         | Grey's Anatomy | Indicado  | [ 12 ] |
| 2015 | Laurel Award for TV Writing Achievement | Shonda Rhimes  | Venceu    | [ 12 ] |